# Raven (Name)
Raven ist ein weiblicher und männlicher Vorname sowie ein englischer und deutscher Familienname.

## Herkunft und Bedeutung
Der Name kommt vom Namen des Vogels Rabe, englisch Raven, der in einigen Indianerstämmen an der nordamerikanischen Westküste verehrt wird. Ferner werden Raben mit dem nordischen Gott Odin in Verbindung gebracht.

## Namensträgerinnen

### Vorname
- Raven Alexis (1987–2022), US-amerikanische Pornodarstellerin
- Raven de la Croix (* 1947), US-amerikanische Schauspielerin
- Raven Goodwin (* 1992), US-amerikanische Schauspielerin
- Raven-Symoné Pearman (* 1985), US-amerikanische Schauspielerin und Sängerin
- Raven Saunders (* 1996), US-amerikanische Kugelstoßerin
- Raven Stewart, kanadische Schauspielerin
- Raven Vollrath (1980–2005), deutscher Saisonarbeiter und Mordopfer, siehe Mordfall Raven Vollrath

### Pseudonym
- Raven (Dragqueen) (David Petruschin; * 1979), US-amerikanische Dragqueen

### Familienname
- Arlene Raven (1944–2006), US-amerikanische feministische Kunsthistorikerin, Autorin, Kunstkritikerin, Kuratorin und Lehrerin
- Elsa Raven (1929–2020), US-amerikanische Schauspielerin
- Lynn Raven (* 1971), deutsch-amerikanische Schriftstellerin
- Marion Raven (* 1984), norwegische Sängerin
- Mathilde Raven (1817–1902), deutsche Schriftstellerin
- Michelle Raven (* 1972), deutsche Bibliothekarin und Schriftstellerin
- Nina Raven-Kindler (1911–1996), deutsche Schauspielerin, Graphologin, Verlegerin

## Namensträger

### Vorname
- Raven Henley (* 1986), deutscher Rockmusiker
- Raven Klaasen (* 1982), südafrikanischer Tennisspieler
- Raven Vollrath (1980–2005), deutscher Saisonarbeiter und Mordopfer, siehe Mordfall Raven Vollrath

### Pseudonym
- Raven (Wrestler) (Scott Anthony Levy; * 1964), US-amerikanischer Wrestler und Schauspieler
- Mike Raven (Austin Churton Fairman, 1924–1997), britischer Radio-Discjockey, Schauspieler, Bildhauer u. a.

### Familienname
- Charles E. Raven (1885–1964), britischer Theologe und Schriftsteller
- Bertram H. Raven (1926–2020), US-amerikanischer Psychologe und Soziologe
- Eduard von Raven (1807–1864), preußischer Generalmajor und Ritter des Ordens Pour le Mérite
- Ernst von Raven (1816–1890), deutscher Landschaftsmaler der Düsseldorfer Schule
- Ernst Werner von Raven (1727–1787), deutscher Freimaurer der Strikten Observanz
- Francis Raven (1914–1983), US-amerikanischer Kryptoanalytiker
- Frederick Edward Raven (1837–1903), englischer Prediger und Bibelausleger
- Henry Cushier Raven (1889–1944), US-amerikanischer Zoologe und Anatom
- Herbord von Raven († 1287), Erbauer und erster Stadtschulze von Neubrandenburg
- Jakob Raven (um 1514–1557/58), Sekretär der Hansekontore in Bergen und Antwerpen
- Johann Anton Friedrich Raven (1764–1832), Mitglied der Reichsstände im Königreich Westphalen, Friedensrichter
- John C. Raven (1902–1970), britischer Psychologe
- John Earle Raven (1914–1980), britischer Philosophiehistoriker
- Maarten J. Raven (* 1953), niederländischer Ägyptologe
- Michael Raven (* 1969), US-amerikanischer Pornoregisseur, -produzent, -drehbuchautor
- Otto von Raven (1778–1810), preußischer Offizier
- Paul Raven (1961–2007), britischer Bassist
- Peter H. Raven (* 1936), US-amerikanischer Botaniker
- Robert J. Raven (* 1960), australischer Arachnologe
- Simon Raven (1927–2001), britischer Schriftsteller
- Ulrich von Raven (1767–1800), preußischer Offizier und Träger des Ordens Pour le Mérite
- Vincent Raven (Ingenieur) (1859–1934), englischer Eisenbahningenieur
- Vincent Raven (Mentalist) (* 1966), Schweizer Mentalist und Zauberkünstler
- Werner von Raven (um 1877–1925/29), deutscher Tropenmediziner
- Werner Alborus Küneke von Raven (1784–1814), preußischer Offizier
- Wilhelm von Raven (Oberst) (1770–1836), preußischer Oberst
- Wilhelm von Raven (General) (1802–1866), preußischer Generalmajor
- William H. McRaven (* 1955), US-amerikanischer Admiral
- Wolfram von Raven (1924–2003), deutscher Publizist